# Alanreed

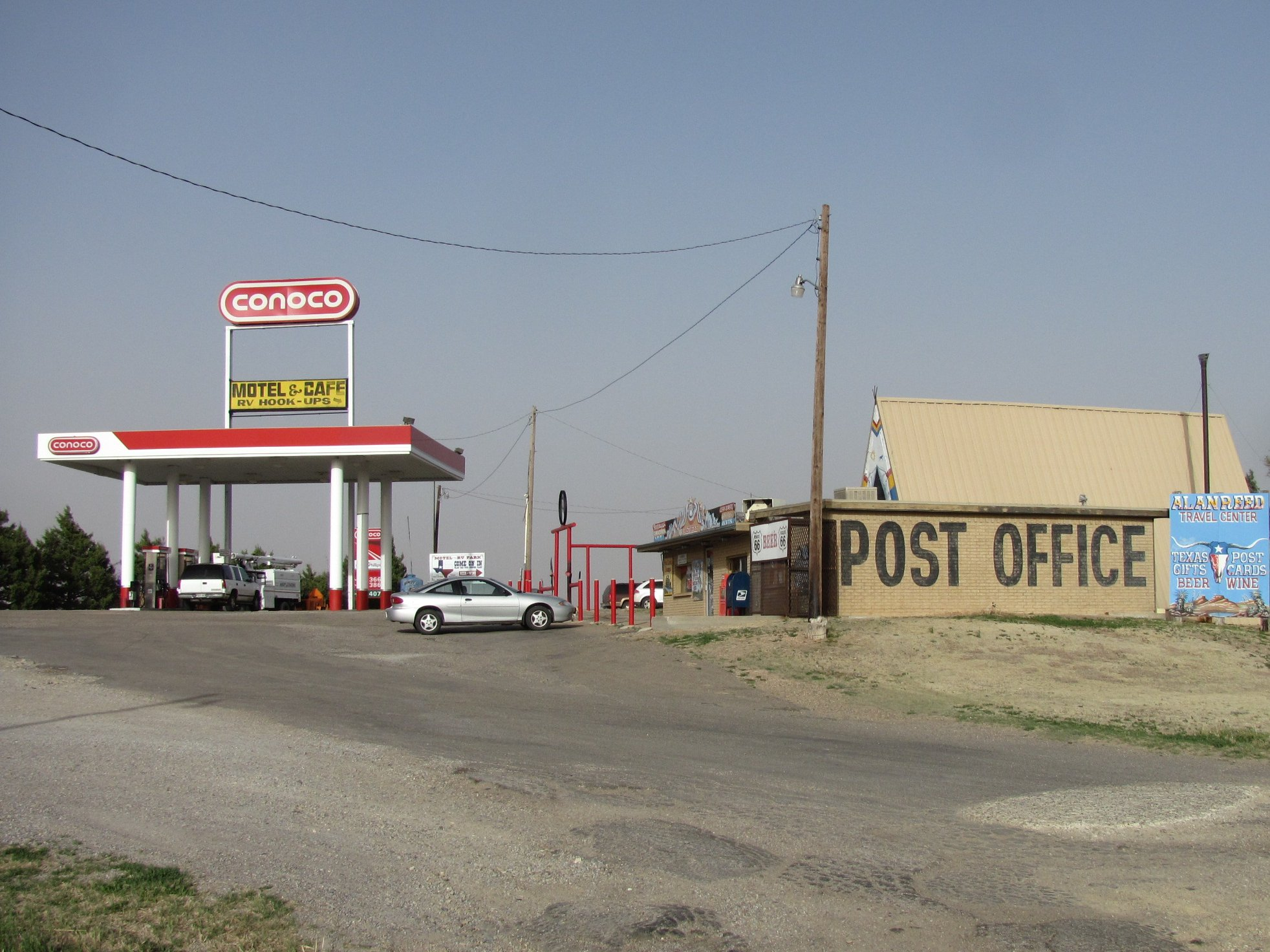
Agência de correios de Alanreed

Alanreed é uma comunidade não incorporada localizada no condado de Gray, no estado norte-americano do Texas.

## Ensino
O Distrito Escolar Independente McLean atente a alunos da região.